# Aviola
Aviola (Lateinisch: „Vögelchen“) ist ein römisches Cognomen. Es war insbesondere in den gentes der Acilier und der Calpurnier verbreitet. Bei Ersteren war es der Name einer der drei großen Familien der gens, welche erst ab dem Ende der Römischen Republik in Erscheinung trat.

## Namensträger
Acilier:
- Acilius Aviola (Legat), römischer Militär, Legat von Gallia Lugdunensis im Jahr 21
- Acilius Aviola (Konsular), römischer Senator im 1. Jahrhundert v. Chr., versehentlich auf dem Scheiterhaufen verbrannt
- Manius Acilius Aviola (Konsul 54) († 97), römischer Politiker und Senator
- Manius Acilius Aviola (Konsul 82), römischer Politiker und Senator
- Manius Acilius Aviola (Konsul 122), römischer Politiker und Senator
- Manius Acilius Aviola (Konsul 239), römischer Politiker und Senator

Calpurnier:
- Gaius Calpurnius Aviola, römischer Suffektkonsul 24